# Jens Flatau
Jens Flatau (* 1972) ist ein deutscher Sportwissenschaftler und Hochschullehrer.

## Leben
Flatau studierte Sportwissenschaften, Sportmedizin und Psychologie an der Johann-Wolfgang-Goethe-Universität Frankfurt am Main und erlangte 2003 den Anschluss Magister Artium. Von 2005 bis 2012 war Flatau als Wissenschaftlicher Mitarbeiter am Sportwissenschaftlichen Institut der Universität des Saarlandes tätig und schloss in dieser Zeit (2007) seine Doktorarbeit ab.
2012 trat Flatau am Institut für Sportwissenschaft der Christian-Albrechts-Universität zu Kiel eine Juniorprofessur für Sportökonomie und Sportsoziologie an und wurde im August 2018 im selben Fachgebiet und an derselben Hochschule ordentlicher Professor.
Flataus Forschungsschwerpunkte liegen in der Sportentwicklungsplanung, im Ehrenamt, der Spitzensportorganisaton, der Entwicklung von Sportvereinen sowie im Bereich von dualen Karrieren von Spitzensportlern.